# Пучков Микола Георгійович
Микола Георгійович Пучков (рос. Николай Георгиевич Пучков; нар. 30 січня 1930, Москва, СРСР — пом. 8 серпня 2005, Санкт-Петербург, Росія) — радянський хокеїст, воротар. Олімпійський чемпіон.

## Клубна кар'єра
Виступав за московські команди ВПС (1950–1953), ЦСКА (1953–1962) та ленінградський СКА (1962–1963). У складі столичних армійських клубів дев'ять разів здобував золоті нагороди у чемпіонатах СРСР. Другий призер 1954, 1957; третій — 1962. Всього у чемпіонатах СРСР провів 220 матчів. Володар кубка СРСР 1952, 1954–1956, 1961; фіналіст — 1951. За результатами сезону вісім разів обирався до символічної збірної (1954–1960, 1962).
З 1949 по 1952 рік провів 21 матч у чемпіонаті СРСР з футболу за ВПС.

## Виступи у збірній
У складі національної збірної був учасником двох Олімпіад (1956, 1960). У Кортіна-д'Ампеццо здобув золоту нагороду, а через чотири роки у Скво-Веллі — бронзову.
Чемпіон світу 1954, 1956; другий призер 1955, 1957–1959; третій призер 1960. На чемпіонатах Європи — шість золотих (1954–1956, 1958–1960) та одна срібна нагорода (1957). В 1959 році був визнаний найкращим воротарем турніру. На чемпіонатах світу та Олімпійських іграх провів 38 матчів, а всього у складі збірної СРСР — 94 матчі.

## Тренерська діяльність
У 1963–1973, 1974–1977, 1978–1980 та 2002 року очолював СКА (Санкт-Петербург). Під його керівництвом команда вперше в своїй історії здобула бронзову нагороду чемпіонату СРСР. Двічі брала участь у фіналах кубка СРСР (1968, 1971). Переможець кубка Шпенглера 1970, 1971. У обох турнірах армійська команда виявилася сильнішою за чехословацькі клуби («Дукла» та «Слован»).
На чемпіонаті світу 1972 року був помічником головного тренера збірної СРСР Всеволода Боброва.
В останні три роки свого життя працював старшим тренером дитячої хокейної школи команди СКА (Санкт-Петербург).

## Нагороди та досягнення
Нагороджений орденами «Знак Пошани» (1957) та Трудового Червоного Прапора (1971). Заслужений майстер спорту СРСР (1954) та заслужений тренер СРСР (1971).

### Гравець

#### Командні
| Нагороди         | Команда       | Кіл. | Роки                   |
| ---------------- | ------------- | ---- | ---------------------- |
| Олімпійські ігри |               |      |                        |
| Золото           | СРСР          | 1    | 1956                   |
| Бронза           | СРСР          | 1    | 1960                   |
| Чемпіонат світу  |               |      |                        |
| Золото           | СРСР          | 2    | 1954, 1956             |
| Срібло           | СРСР          | 4    | 1955, 1957, 1958, 1959 |
| Бронза           | СРСР          | 1    | 1960                   |
| Чемпіонат Європи |               |      |                        |
| Золото           | СРСР          | 6    | 1954–1956, 1958–1960   |
| Срібло           | СРСР          | 1    | 1957                   |
| Чемпіонат СРСР   |               |      |                        |
| Золото           | ВПС (Москва)  | 3    | 1951, 1952, 1953       |
| Золото           | ЦСКА (Москва) | 6    | 1955, 1956, 1958–1961  |
| Срібло           | ЦСКА (Москва) | 2    | 1954, 1957             |
| Бронза           | ЦСКА (Москва) | 1    | 1962                   |
| Кубок СРСР       |               |      |                        |
| Володар          | ВПС (Москва)  | 1    | 1952                   |
| Володар          | ЦСКА (Москва) | 4    | 1954, 1955, 1956, 1961 |
| Фіналіст         | ВПС (Москва)  | 1    | 1951                   |

#### Особисті
| Нагороди                           | Кіл. | Роки            |
| ---------------------------------- | ---- | --------------- |
| Найкращий воротар чемпіонату світу | 1    | 1959            |
| Символічна збірна СРСР             | 8    | 1954–1960, 1962 |

### Тренер
| Нагороди        | Команда         | Кіл. | Роки       |
| --------------- | --------------- | ---- | ---------- |
| Чемпіонат СРСР  |                 |      |            |
| Бронза          | СКА (Ленінград) | 1    | 1971       |
| Кубок СРСР      |                 |      |            |
| Фіналіст        | СКА (Ленінград) | 2    | 1968, 1971 |
| Кубок Шпенглера |                 |      |            |
| Володар         | СКА (Ленінград) | 2    | 1970, 1971 |